# Iniistius pavo
Iniistius pavo е вид бодлоперка от семейство Labridae. Видът не е застрашен от изчезване.

## Разпространение
Разпространен е в Австралия, Американска Самоа, Британска индоокеанска територия, Вануату, Гватемала, Гуам, Джибути, Египет, Еквадор, Еритрея, Йемен, Израел, Индия, Индонезия, Йордания, Кения, Кирибати, Кокосови острови, Колумбия, Коморски острови, Коста Рика, Мавриций, Мадагаскар, Майот, Малайзия, Малдиви, Малки далечни острови на САЩ, Маршалови острови, Мексико, Мианмар, Микронезия, Мозамбик, Науру, Никарагуа, Ниуе, Нова Каледония, Остров Рождество, Острови Кук, Палау, Панама, Папуа Нова Гвинея, Питкерн, Провинции в КНР, Реюнион, Салвадор, Самоа, Саудитска Арабия, САЩ, Северни Мариански острови, Сейшели, Соломонови острови, Сомалия, Судан, Тайван, Тайланд, Танзания, Токелау, Тонга, Тувалу, Уолис и Футуна, Фиджи, Филипини, Френска Полинезия, Хондурас, Шри Ланка, Южна Африка и Япония.